# Vallet
Vallet is een gemeente in het Franse departement Loire-Atlantique (regio Pays de la Loire). De plaats maakt deel uit van het arrondissement Nantes. Vallet telde op 1 januari 2022 9.524 inwoners.

## Geografie
De oppervlakte van Vallet bedroeg op 1 januari 2022 58,96 vierkante kilometer; de bevolkingsdichtheid was toen 161,5 inwoners per km².

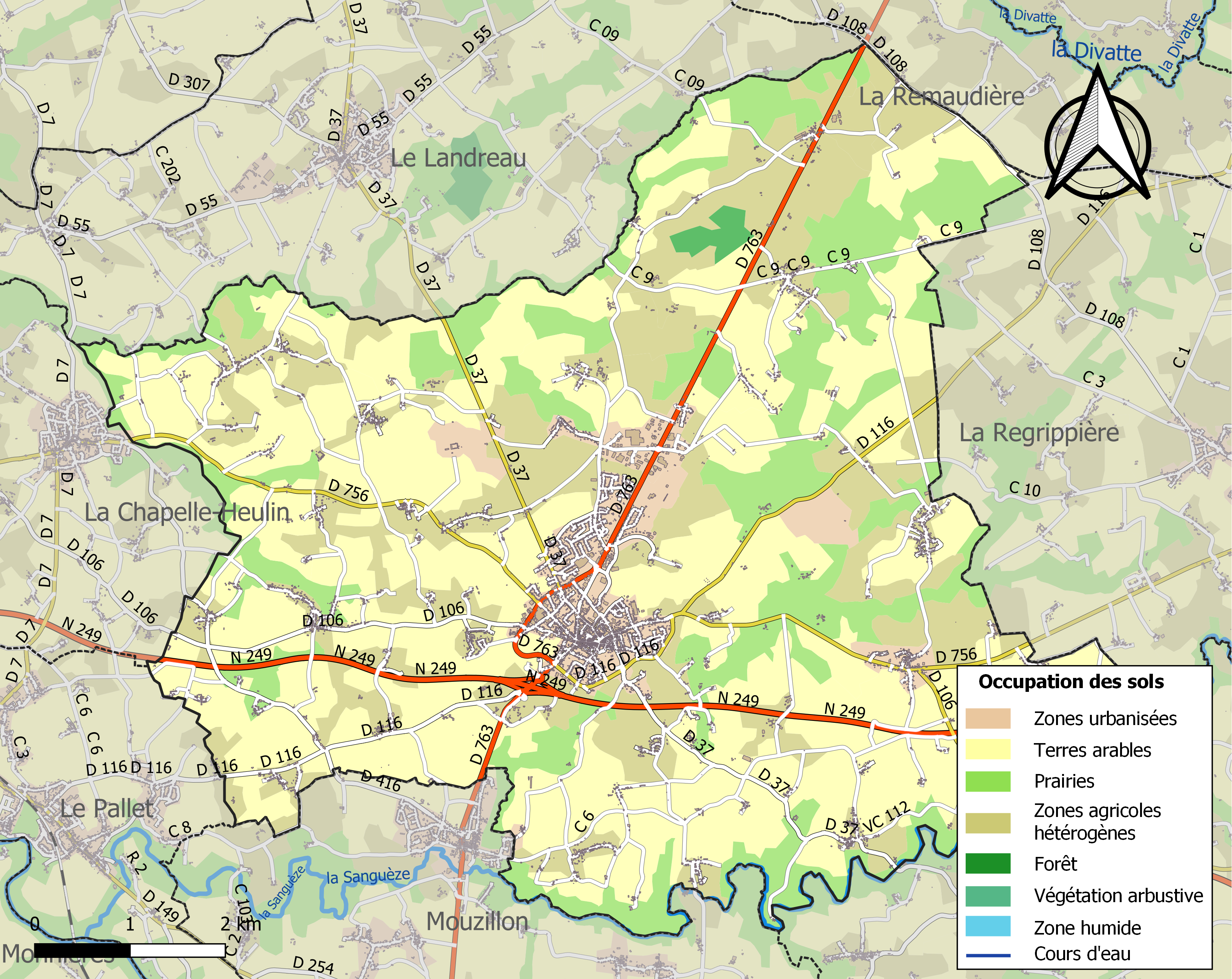
Kaart van de gemeente met de belangrijkste infrastructuur, bodemgebruik en omliggende gemeenten

## Demografie
Onderstaande figuur toont het verloop van het inwonertal (bron: INSEE-tellingen).